# Ньюджент-Хопкинс, Райан
Райан Джерроми Ноэл Ньюджент-Хопкинс (англ. Ryan Jarromie Noel Nugent-Hopkins; род. 12 апреля 1993, Бернаби, Британская Колумбия) — канадский хоккеист, центральный нападающий клуба Национальной хоккейной лиги «Эдмонтон Ойлерз».

## Карьера
На драфте 2011 года был выбран под общим первым номером клубом «Эдмонтон Ойлерз».
Принял участие в первой игре сезона 2011/12 против «Питтсбург Пингвинз», завершившейся победой «Эдмонтона» 2:1 по буллитам. В этой игре Райан забил свою первую шайбу в НХЛ. Первый хет-трик он сделал уже в третьей игре, против «Ванкувер Кэнакс», которую «Ойлерз» проиграли со счётом 4:3. По итогам октября Райан Ньюджент-Хопкинс был признан «новичком месяца». 19 ноября он записал на свой счёт 5 результативных передач в матче против «Чикаго Блэкхокс», закончившемся разгромной победой «Эдмонтона» со счётом 9:2. По итогам ноября он снова был признан «новичком месяца» и, таким образом, стал вторым хоккеистом после Евгения Малкина, которому удалось стать «новичком месяца» в течение двух первых месяцев сезона в НХЛ. По итогам регулярного чемпионата попал в тройку в голосовании на «Колдер Трофи», но приз достался Габриэлю Ландескугу.
Второй хет-трик Ньюджент-Хопкинс оформил 8 марта 2015 года в игре против «Каролины», набрав 4 очка. При этом «Нефтяники» проиграли 4:7.
По итогам сезона 2016/17 дебютировал в плей-офф, но в 13 встречах не смог забросить ни одной шайбы, отдав лишь 4 результативные передачи.
Настоящим прорывом для Райана стал сезон 2022/23. В 82 матчах он набрал 104 очка (37+67), установив личный рекорд по голам, передачам и очкам за сезон. Ранее он никогда не набирал более 69 очков и не забрасывал более 28 шайб. После того, как Ньюджент-Хопкинс за несколько дней до 30-летия набрал своё 100-е очко, он заявил, что никогда не думал, что достигнет этой отметки. 28 марта 2023 года набрал 5 очков (1+4) в игре против «Вегаса» (7:4), ещё трижды за сезон набирал по 4 очка за матч.
8 декабря 2023 года сделал 4 голевые передачи в игре против «Миннесоты». 26 марта 2024 года забросил 250-ю шайбу в карьере в своём 870-м матче. В сезоне 2023/24 набрал 67 очков (18+49) в 80 матчах при показателе полезности +10.
12 октября 2024 года набрал своё 700-е очко в НХЛ.

## Статистика
| Легенда | Легенда                    | Легенда | Легенда                   | Легенда | Легенда    |
| ------- | -------------------------- | ------- | ------------------------- | ------- | ---------- |
| И       | Количество проведённых игр | Штр     | Штрафное время            | +/−     | Плюс-минус |
| Г       | Голы                       | П       | Голевые передачи          | О       | Очки       |
| -       | Статистика неизвестна      | —       | Статистика не учитывалась |         |            |

## Награды и достижения

### Личные
| Награда                                          | Год       |
| ------------------------------------------------ | --------- |
| Молодёжные                                       |           |
| Джим Пигготт Мемориал Трофи (Новичок года в WHL) | 2009-2010 |
| Лучший драфт-проспект CHL                        | 2010-2011 |
| Профессиональные                                 |           |
| Новичок месяца в НХЛ — Октябрь                   | 2011      |
| Новичок месяца в НХЛ — Ноябрь                    | 2011      |

### Командные
| Награда                                    | Год  |
| ------------------------------------------ | ---- |
| Молодёжные                                 |      |
| Золотой призёр Турнира памяти Ивана Глинки | 2010 |